# Cronologia do Mercado Comum do Sul
Este anexo é a cronologia do Mercado Comum do Sul.

## Década de 1980
- Em 30 de novembro de 1985, os presidentes da Argentina e Brasil assinaram a Declaração de Foz de Iguaçu, pedra base do Mercosul. No ano de 2004, Argentina e Brasil resolveram conjuntamente que, no dia 30 de novembro, se comemorará o Dia da Amizade argentino-brasileira;[1]
- Em 29 de julho de 1986, é firmada a Ata para a Integração Argentino-Brasileira. Mediante este instrumento, estabeleceu-se o (PICAB) Programa de Integração e Cooperação entre Argentina e Brasil, fundado nos princípios de gradualidade, flexibilidade, simetria, equilíbrio, tratamento preferencial frente a outros mercados, harmonização progressiva de políticas e participação do setor empresarial. O núcleo do PICAB foram os protocolos setoriais, em setores chaves;
- Em 6 de abril de 1988, é firmada a Ata do Alvorada, mediante a qual Uruguai se junta ao processo de integração regional;
- Em 29 de novembro de 1988, celebra-se o Tratado de Integração, Cooperação e Desenvolvimento entre Argentina e Brasil, pelo qual se fixou um prazo de 10 anos para a eliminação gradual das assimetrias;

## Década de 1990
- Em 6 de julho de 1990, é firmada a Declaração de Buenos Aires, acelerando o cronograma de integração e fixando a data de 31 de dezembro de 1994 para alcançar o mercado comum.
- Em 26 de março de 1991, Argentina, Brasil, Paraguai e Uruguai firmam o Tratado de Assunção, que adota o nome Mercosul, e uma estrutura institucional básica e estabelece uma área de livre comércio.
- Em junho de 1992, é estabelecido o cronograma definitivo da constituição do mercado comum.
- No dia 17 de dezembro de 1994, é firmado o Protocolo de Ouro Preto,[2] que conferiu personalidade jurídica ao bloco.
- Na data de 25 de junho de 1996, é firmada entre os países partes a Declaração presidencial sobre a Consulta e Concentração Política dos Estados Partes do Mercosul, e junto ao Chile e Bolívia, a Declaração Presidencial sobre Compromisso Democrático no Mercosul. Estes instrumentos relacionam-se com as tentativas de golpe de Estado em abril no Paraguai e o decisivo rol julgado pelo Mercosul para evitá-lo.
- Em 24 de julho de 1998, os quatro países partes, junto a Bolívia e o Chile, firmam o Protocolo de Ushuaia[3] sobre o Compromisso Democrático.
- Em 10 de dezembro de 1998, os quatro presidentes firmam a Declaração Sociolaboral do Mercosul.[4]

## Década de 2000

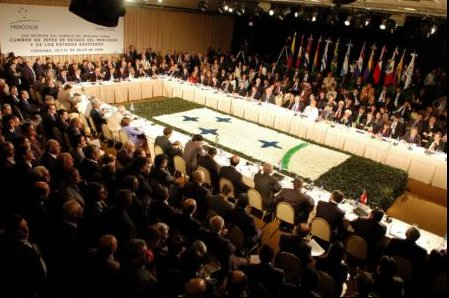
XXX Reunião de Cúpula do Mercosul, 2006.

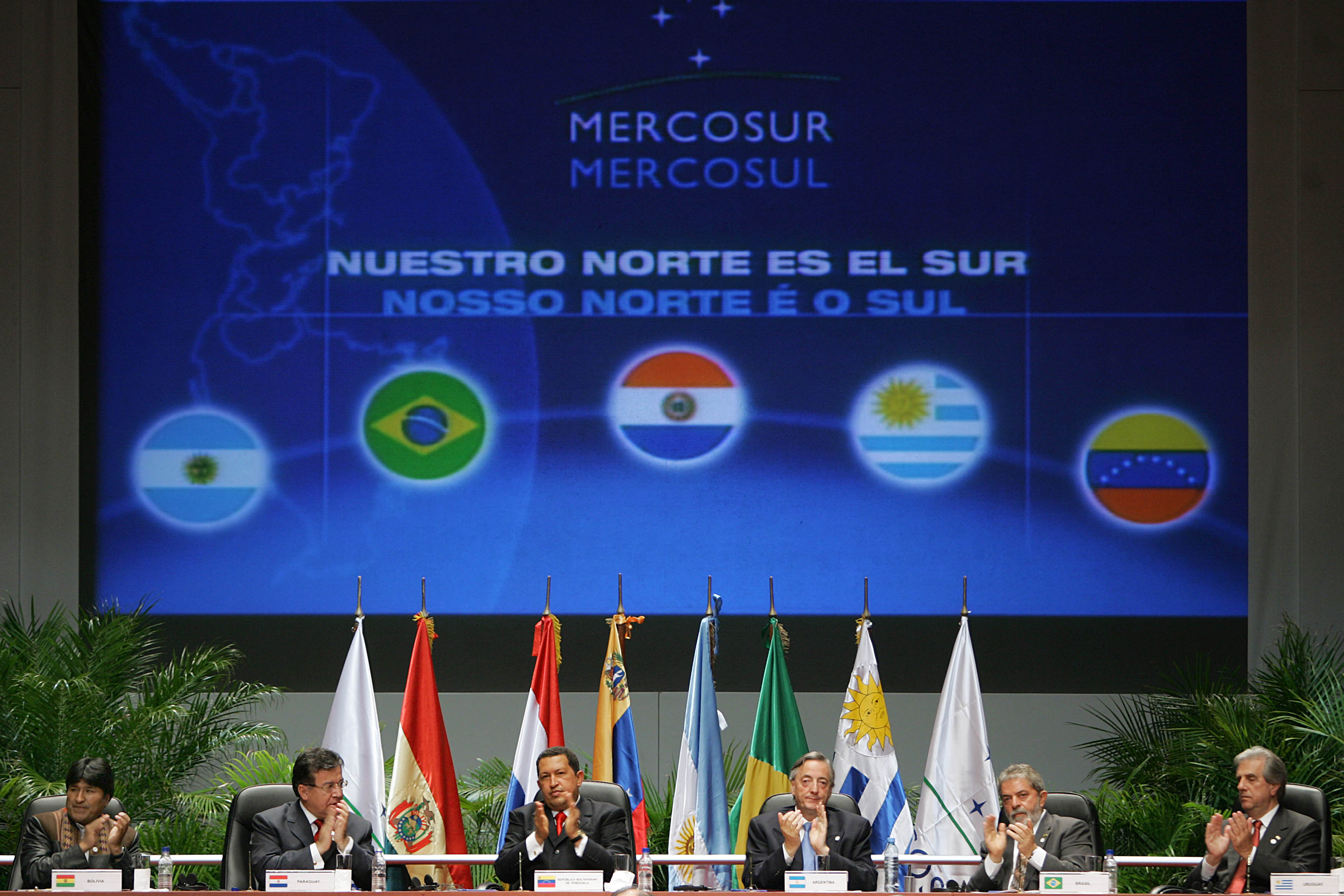
Reunião dos chefes de Estado dos países que integram o Mercosul, em 4 de julho de 2006.

- Em 29 de junho de 2000, são aprovadas as Decisões referidas ao relançamento do Mercosul.
- Em 18 de fevereiro de 2002, mediante o Protocolo de Olivos é criado o Tribunal Permanente de Revisão do Mercosul.[5] Este tem sede em Assunção desde 2004.
- O Mercosul foi significativamente enfraquecido pelo colapso da economia argentina em 2002, com isso, os Estados Unidos deixaram de ajudar a Argentina uma vez que esse país latino-americano não transmitia suficiente confiança aos mercados internacionais, deixando de honrar seus compromissos financeiros em diversas ocasiões.[6]
- Em 2003, pela Decisão CMC Nº 11/03, cria-se a Comissão de Representantes Permanentes do Mercosul (CRPM) com seu Presidente. O Presidente da CRPM permanece dois anos no cargo[7] e o CMC podem estender o mandato por mais um ano.[8]
- A partir de julho de 2004, acontece uma nova rodada de negociações. Entre outros tópicos, discutiu-se a entrada do México no grupo.[9] Como resultado, em 8 de dezembro de 2004, os países partes assinaram a Declaração de Cuzco, que lançou as bases da Comunidade Sul-Americana de Nações, entidade que unirá o Mercosul e o Pacto Andino, em uma zona de livre comércio continental.[10]
- Em dezembro de 2004, na Cúpula de Presidentes de Ouro Preto:
  - Estabelece-se  o Fundo para a Convergência Estrutural do Mercosul (FOCEM) (Decisão CMC Nº 45/04), a fim de financiar programas de convergência estrutural, competividade, coesão social e infra-estrutura institucional;
  - Cria-se o Grupo de Alto Nível (GAN) para a formulação de uma Estratégia MERCOSUL de Crescimento de Emprego;
  - Encomenda-se a Comissão Parlamentar Conjunta a redação de uma proposta de Protocolo Constitutivo do Parlamento do Mercosul.
- Em 6 de julho de 2005, é firmado o Protocolo de Assunção sobre Direitos Humanos do Mercosul.
- Na Cúpula de Presidentes em Monteiro, ocorrida em dezembro de 2005, por Decisão CMC 23/05, é aprovado o Protocolo Constitutivo do Parlamento do Mercosul. A constituição do Parlamento aconteceu em 31 de dezembro de 2006.
- Em dezembro de 2005, a Venezuela protocola seu pedido de adesão ao Mercosul e, em 4 de julho de 2006, seu ingresso ao bloco econômico é formalizado em Caracas.[11]
- Na Cúpula de Presidentes em Córdoba, em julho de 2006, os itens abaixo ainda encontram-se em processo de análise pelo Senado brasileiro:
  - integrou-se a Venezuela como associado do Mercosul, contudo ainda depende de aprovação interna;
  - aprovou-se a Estratégia Mercosul de Crescimento do Emprego (Decisão CMC Nº 04/06);
  - criou-se o  Observatório da Democracia do Mercosul (Decisão CMC Nº 24/06);
  - estabeleceu-se que a Argentina será sede permanente do Mercosul Cultural;[12]
- Instalação do Parlamento em Montevidéu, em 7 de maio de 2007.

## Década de 2010

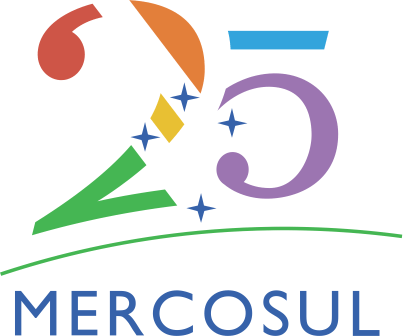
Logomarca brasileira dos 25 anos do Mercosul.

- No dia 7 de abril de 2010, em uma palestra a empresários, o presidente Lula confirmou, oficialmente, a entrada do Estado de Israel no bloco, sendo o primeiro país fora da América do Sul a ingressar no Mercosul. Porém, sua participação é apenas no livre comércio, atualmente restringido a Brasil e Uruguai.

- O Mercosul oferece 9.424 itens com tarifa gradualmente reduzida em dez anos. O Brasil mostrou-se interessado nos setores de agronegócio, defesa espacial, mineração, indústria têxtil, tecnologia, aviação e medicamentos.

- No dia 2 de agosto de 2010, Egito assina o Tratado de Livre Comércio com o Mercosul. Ainda não aprovado pelo Congresso Brasileiro, nem promulgado pelo presidente Lula.

- No dia 24 de junho de 2012, o Mercosul anuncia o afastamento do Paraguai de suas atividades no bloco, devido ao processo de impeachment do então presidente Fernando Lugo. [13]

- No dia 28 de junho de 2019 foi assinado, em Bruxelas, o tratado que inicia o Acordo de livre comércio Mercosul-União Europeia.[14][15]As complexas negociações envolvem diversas áreas, como marcos regulatórios, tarifas alfandegárias, regras sanitárias, propriedade intelectual e compras públicas. Empresas brasileiras poderão, por exemplo, participar de licitações no bloco europeu.[16]